# Callyspongia spinosissima
Callyspongia spinosissima är en svampdjursart som först beskrevs av Arthur Dendy 1887.  Callyspongia spinosissima ingår i släktet Callyspongia och familjen Callyspongiidae. Inga underarter finns listade i Catalogue of Life.